# Vulturó
|  | Aquest article tracta sobre el cim a la Serra del Cadí. Si cerqueu el cim a la Serra de Port del Comte, vegeu «el Vulturó». |

El Vulturó, també anomenat Puig de la Canal Baridana, de 2.649 metres, és el cim més alt de la serra del Cadí i del Prepirineu català.
Aquest cim està inclòs al llistat dels 100 cims de la FEEC. 